# William Craig
Este artículo trata acerca del político, para el artículo acerca del escritor véase William Craig.
William (Bill) Craig (Cookstown, Condado de Tyrone, 2 de diciembre de 1924 - 25 de abril de 2011) fue un político británico conocido por crear el movimiento unionista Ulster Vanguard.
Ocupó numerosos cargos durante el gobierno de Terence O'Neill, hasta llegar a Ministro de Interior. Durante su mandato, prohibió la manifestación de la NICRA del 5 de octubre de 1968, evento que se considera generalmente como el inicio del Conflicto de Irlanda del Norte.
El 11 de diciembre de 1968, O'Neill destituyó a Craig cuando sospechó que éste apoyaba la independencia de Irlanda del Norte. El 9 de febrero de 1972, Craig fundó su propio partido político, el Ulster Vanguard. 
El Ulster Vanguard se integró en el United Ulster Unionist Council, grupo de presión contrario al reparto de poder que se instauraba en el Acuerdo de Sunningdale. En 1974, fue elegido miembro del parlamento inglés por la circunscripción de Belfast Este. Craig acabó por apoyar el reparto de poder, a pesar de que la mayoría de sus seguidores se mostraran en contra, lo que significó la división del Ulster Vanguard en 1977. Craig se reintegró en el Partido Unionista, que volvería a abandonar tras perder su escaño en las elecciones de 1979.
Craig refundó el Ulster Vanguard para presentarse a las elecciones a la Asamblea de Irlanda del Norte de 1982, aunque no conseguiría ser elegido. 
Desde entonces, Craig se ha retirado de la vida política. Al momento de su muerte vivía en Bangor, Condado de Down.
Murió el 25 de abril de 2011.
- Datos: Q8007229